# 田之倉稔
田之倉 稔（たのくら みのる、1938年3月24日 - ）は、日本の演劇評論家、イタリア演劇研究家。共立女子大学非常勤講師。見世物学会会長。

## 来歴
1961年、東京外国語大学イタリア語科卒業、1970年、集英社嘱託、1971年、同社パリ支局長として赴任、1981年、『イタリアのアヴァンギャルド』でマルコ・ポーロ賞、1986年、『ピエロの誕生』で蘆原英了賞受賞。静岡県立大学教授を務めた。著書多数。劇評も行う。

## 著書
- イタリアのアヴァン・ギャルド 未来派からピランデルロへ 白水社 1981,新版2001
- ピエロの誕生 朝日選書,1986、オンデマンド版2002
- 演戯都市と身体 ヨーロッパ幻視行 晶文社, 1988
- ファシストを演じた人びと 青土社, 1990
- 舞台のポリフォニア 円環するイマーゴの戯れ ありな書房, 1991
- 麗しき島コルシカ紀行 ヴェンデッタとパオリの夢を訪ねて 集英社, 1999
- ナポリ バロック都市の興亡　ちくま新書, 2001
- ダヌンツィオの楽園－戦場を夢見た詩人　白水社, 2003
- ファシズムと文化 山川出版社(世界史リブレット), 2004
- 林達夫－回想のイタリア旅行　イタリア書房 ,2008
- モーツァルトの台本作者　ロレンツォ・ダ・ポンテの生涯　平凡社新書,2010

## 共著
- 美食の迷宮 イタリア縦断讃味紀行 集英社,1991、集英社文庫,1995
- イタリア四季の旅1　東京書籍, 1994
- イタリア四季の旅2　東京書籍, 1994
- イタリアの味わい方 （編著）　総合法令出版, 1996

## 翻訳
- ゴルドーニ劇場 カルロ・ゴルドーニ 晶文社, 1983、編訳